# 多佛鎮區 (費耶特縣)
多佛鎮區（Dover Township），美国艾奥瓦州费耶特县的一个鎮區，总面积96.68平方公里，总人口465（2010年美国人口普查）。